# 유탑 유블레스 트윈시티
유탑 유블레스 트윈시티(영어: UTOP UBLESS Twin City)는 대한민국 광주광역시 서구 치평동 상무지구에 위치한 아파텔이다.
상무지구 안에서 가장 높은 건축물이다.

## 같이 보기
- 광주광역시의 마천루 목록